# Vjačeslav Ross
Vjačeslav Ross (Berdsk, 22 ottobre 1966) è un regista sovietico, dal 1991 russo.

## Filmografia parziale

### Regista
- Sibir'. Monamur (2011)
- Syn (2017)